# Dolgopecljati brest
Dolgopecljati brest ali vez (znanstveno ime Ulmus laevis) je tujeprašna (alogamna) vrsta listopadnih dreves iz družine brestovk, ki se ne križa s preostalimi evropskimi vrstami brestov. Razširjen je tudi v Sloveniji, kot Ulmus laevis pa ga je prvi opisal Pallas, v svojem delu Flora Rossica, objavljenem leta 1784.

## Opis
Dolgopecljati brest je nižinska in nekoliko bolj celinska vrsta, ki v višino doseže največ do 35 metrov in doseže starost okoli 200, izjemoma celo 300 let. Najbolje uspeva na svežih globokih, peščenih ali ilovnatih tleh v nižinskih gozdovih ob vodotokih in celo na občasno poplavljenih tleh, uspeva tudi v globokih zmerno suhih tleh, pojavlja pa se celo v gozdnih stepah do nadmorske višine okoli 300 metrov. Odporen je proti mrazu, suše pa ne prenaša dobro. Za rast potrebuje nekoliko več svetlobe kot poljski in gorski brest. Koreninski sistem je plitev, a močan, na prsni višini pa deblo lahko doseže premer do 2 m. Drevesna skorja je sprva gladka. kasneje pa razpoka na tanke sive luske, ki s starostjo postajajo sivo-rjave, skorja pod njimi pa rdečkasto-rjava. Stara drevesa imajo močno razbrazdano skorjo, ki je podobna drugim vrstam brestov. Listi so tanki, enostavni, narobe jajčasti ali eliptični z značilno asimetrično bazo. V dolžino dosežejo do 10 cm, v širino pa okoli 7 cm. Imajo dvakrat napiljen listni rob. Spodnja stran listov je poraščena z gostimi, kratkimi dlačicami. Drevo listje odvrže zgodaj v jeseni, hitreje kot ostale vrste brestov. Cvetovi dolgopecljatega bresta so smetanaste barve, obojespolni in se oprašujejo z vetrom. Na veje so nameščeni z dolgimi peclji, ki povprečno merijo okoli 2 cm. Drevo cveti pred olistanjem. Plod je krilati orešek, ki zgodaj dozori, semena pa so dobro kaliva in se raznašajo z vetrom ali vodotoki. V dolžino oreški merijo okoli 1,5 cm, v širino pa okoli 1 cm. Sposobnost odganjanja novih poganjkov iz panjev je omejena.

## Razširjenost in uporabnost
Dolgopecljati brest je samonikel po celotni srednji in vzhodni Evropi. Njegov areal zavzema območje od Urala do vzhodne Francije in od južne Finske do Kavkaza ter Bosne in Hercegovine.
Dolgopecljati brest gospodarsko ni preveč pomembna drevesna vrsta, saj je njegov les zaradi prečne zrnatosti težaven za strojno obdelavo. Poleg tega je les manj gost kot pri drugih vrstah brestov, prav tako pa ni preveč primeren za kurjavo. Zaradi hitre rasti in okrasnih lastnosti, pa tudi zato, ker dobro prenaša zbitost prsti, višje koncentracije soli za posipanje cest in onesnažen zrak, ga pogosto sadijo v mestih. V primerjavi z drugimi vrstami brestov, je dolgopecljati brest manj dovzeten za holandsko bolezen brestov, predvsem v zahodni Evropi, kjer podlubniki iz rodu Scolytus, ki so vektorji za razširjanje bolezni redkeje napadajo dolgopecljati brest in pogosteje poljski brest.
Vrsta Ulmus laevis taksonomsko ni deljena na podvrste in varietete.
Obstoj dolgopecljatega bresta je zaradi uničevanja naravnega habitata ogrožen, predvsem z vidika genetske raznolikosti vrste. Na uničevanje habitata v največji meri vpliva izsuševanje obvodnih ekosistemov za potrebe kmetijstva. Posledično postajajo sestoji dolgopecljatega bresta majhni, kar vrsto dodatno izpostavlja negativnim učinkom genetskega zdrsa.

## Wiedźmin
Wiedźmin (znan tudi kot Mieszko) je eden največjih dolgopecljatih brestov v Evropi. Raste v Komorówu, Lubuško vojvodstvo, Poljska. Starost drevesa je po dendrohroloških metodah več kot 460 let (v letu 2016). Od leta 1971 je zaščiten kot naravni spomenik.